# Kościół Niepokalanego Poczęcia Najświętszej Maryi Panny w Dębicy
Kościół Niepokalanego Poczęcia Najświętszej Maryi Panny w Dębicy – kościół klasztorny przy Domu Macierzystym Zgromadzenia Sióstr Służebniczek Niepokalanego Poczęcia Najświętszej Maryi Panny w Dębicy. Został wybudowany w 1932 r., w latach 1973–1996 pełnił rolę kościoła parafialnego parafii Matki Bożej Anielskiej.